# Barbara Beatus
Barbara Hinda Beatus (ur. 14 czerwca 1906 w Łodzi, zm. 2002 w Warszawie) – polska dziennikarka pochodzenia żydowskiego.

## Życiorys
Beatus była robotnicą-pończoszarką i działaczką komunistyczną Komunistycznej Partii Polski. Przed II wojną światową była więziona przez 4 lata za działalność komunistyczną. Podczas II wojny światowej uwięziona została w getcie łódzkim, była działaczką i współzałożycielką działającej w getcie Organizacji Antyfaszystowskiej – Lewicy Związkowej. W 1942 przejęła kierownictwo nad organizacją, zastępując Zulę Pacanowską. Działania w organizacji polegały na sabotowaniu prac na rzecz okupantów, walką z podwyższaniem norm pracy, strajkach, współpracę z Bundem i Poalej Syjon w Komisji Międzyzwiązkowej. Następnie przebywała w obozach koncentracyjnych: Bergen-Belsen (21 września – 1 grudnia 1944) i w Magdeburgu (4 grudnia 1944 – 13 kwietnia 1945).
Po II wojnie światowej zamieszkała w Łodzi, gdzie była korespondentką w działach: partyjnym i fabrycznym „Głosu Robotniczego”, a następnie od 1949 zastępczynią redaktora naczelnego gazety. Byłą również sekretarzem Podstawowej Organizacji Partyjnej redakcji. Ponadto ukończyła kursy w Centralnej Szkole Partyjnej w Warszawie.
Autorka haseł w Słowniku biograficznym działaczy polskiego ruchu robotniczego.
Została pochowana na cmentarzu żydowskim przy ul. Okopowej w Warszawie (kw. 2a, rz. 10, grób 6).
W 2010 została opublikowana biografia Barbary Beatus autorstwa Ewy Zysman: Barbara Beatus i jej „obozowa rodzina”.
Jej szwagrem był Fajwel Berliner.

## Odznaczenia
- Srebrny Krzyż Zasługi (1951) – za zasługi położone przy organizacji II Światowego Kongresu Obrońców Pokoju[12]
- Medal 10-lecia Polski Ludowej (1955)[13]
- Honorowa Odznaka Miasta Łodzi[6]